# Paul Brady
Paul Brady (* 19. května 1947) je irský zpěvák, kytarista, hráč na irskou píšťalku a další nástroje. Narodil se v severoirském městě Strabane, jež leží na hranicích s irským hrabstvím Donegal. Ve svých šesti letech začal hrát na klavír, na kytaru pak v jedenácti. Studoval na St Columb's College a University College Dublin. Později působil například ve skupinách The Johnstons a Planxty. Své první sólové album Welcome Here Kind Stranger vydal v roce 1978. Později vydal řadu dalších alb. V roce 2019 hostoval v písni „Brothers“ z alba Jednou tě potkám českého zpěváka Vladimíra Mišíka.